# PGA Tour 2018
Navigation
Édition précédente Édition suivante
Le circuit de la PGA 2018 est le circuit nord-américain de golf qui se déroule sur l'année 2018. L’événement est organisé par la Professional Golfers' Association of America (PGA) dont la plupart des tournois se tiennent aux États-Unis. Le PGA est étalé sur 2 années entre les mois d'octobre 2017 et septembre 2018.

## Tournois
| Dates                     | Tournoi                                      | Lieu                   | Vainqueur                     | Points |
| ------------------------- | -------------------------------------------- | ---------------------- | ----------------------------- | ------ |
| 5 au 8 octobre            | Safeway Open                                 | Californie             | Brendan Steele                | 26     |
| 12 au 15 octobre          | CIMB Classic                                 | Malaisie               | Pat Perez                     | 48     |
| 19 au 22 octobre          | CJ Cup                                       | Corée du Sud           | Justin Thomas                 | 50     |
| 26 au 29 octobre          | WGC-HSBC Champions                           | Chine                  | Justin Rose                   | 64     |
| 26 au 29 octobre          | Sanderson Farms Championschip                | Mississippi            | Ryan Armour                   | 24     |
| 2 au 5 novembre           | Shriners Hospitals for Children Open         | Nevada                 | Patrick Cantlay               | 30     |
| 9 au 12 novembre          | OHL Classic at Riviera Maya                  | Mexique                | Patton Kizzire                | 32     |
| 16 au 19 novembre         | THE RSM Classic                              | Géorgie                | Austin Cook                   | 30     |
| 30 novembre au 3 décembre | Hero World Challenge                         | Bahamas                | Rickie Fowler                 | 48     |
| 8 au 10 décembre          | QBE Shootout                                 | Floride                | Sean O'Haire Steve Stricker   | N/A    |
| 4 au 7 janvier            | Tournoi des Champions Sentry                 | Hawaï                  | Dustin Johnson                | 56     |
| 11 au 14 janvier          | Sony Open in Hawaii                          | Hawaï                  | Patton Kizzire                | 48     |
| 18 au 21 janvier          | CareerBuilder Challenge                      | Californie             | John Rahm                     | 40     |
| 25 au 28 janvier          | Farmers Insurance Open                       | Californie             | Jason Day                     | 54     |
| 1er au 4 février          | Waste Management Phoenix Open                | Arizona                | Gary Woodland                 | 60     |
| 8 au 11 février           | AT&T Pro-Am                                  | Californie             | Ted Potter Jr.                | 54     |
| 15 au 18 février          | Genesis Open                                 | Californie             | Bubba Watson                  | 62     |
| 22 au 25 février          | The Honda Classic                            | Floride                | Justin Thomas                 | 52     |
| 1er au 4 mars             | Mexico Championship                          | Mexico, Mexique        | Phil Mickelson                | 72     |
| 8 au 11 mars              | Valspar Championschip                        | Floride                | Paul Casey                    | 52     |
| 15 au 18 mars             | Arnold Palmer Invitational                   | Floride                | Rory McIlroy                  | 58     |
| 21 au 25 mars             | Championnat du monde de match-play           | Texas                  | Bubba Watson                  | 74     |
| 22 au 25 mars             | Corales Puntacana Resort & Club Championship | République dominicaine | Brice Garnett                 | 24     |
| 29 mars au 1er avril      | Houston Open                                 | Texas                  | Ian Poulter                   | 48     |
| 5 au 8 avril              | Masters de golf                              | Géorgie                | Patrick Reed                  | 100    |
| 12 au 15 avril            | RBC Heritage                                 | Caroline du Sud        | Satoshi Kodaira               | 52     |
| 19 au 22 avril            | Valero Texas Open                            | Texas                  | Andrew Landry                 | 40     |
| 26 au 29 avril            | Zurich Classic of New Orleans                | Louisiane              | Billy Horschel & Scott Piercy | n/a    |
| 3 au 6 mai                | Wells Fargo Championship                     | Caroline du Nord       | Jason Day                     | 60     |
| 10 au 13 mai              | The Players Championship                     | Floride                | Webb Simpson                  | 80     |
| 17 au 20 mai              | AT&T Byron Nelson Championschip              | Texas                  | Aaron Wise                    | 34     |
| 24 au 27 mai              | Dean & Deluca Invitational                   | Texas                  | Justin Rose                   | 56     |
| 31 mai au 3 juin          | Memorial Tournament                          | Ohio                   | Bryson DeChambeau             | 70     |
| 7 au 10 juin              | FedEx St. Jude Classic                       | Tennessee              | Dustin Johnson                | 36     |
| 14 au 17 juin             | US Open de golf                              | Pennsylvanie           | Brooks Koepka                 | 100    |
| 21 au 24 juin             | Travelers Championship                       | Connecticut            | Bubba Watson                  | 58     |
| 28 juin au 1er juillet    | The National                                 | Maryland               | Francesco Molinari            | 34     |
| 5 au 8 juillet            | Greenbrier Classic                           | Virginie-Occidentale   | Kevin Na                      | 34     |
| 12 au 15 juillet          | John Deere Classic                           | Illinois               | Michael Kim                   | 24     |
| 19 au 22 juillet          | Barbasol Championschip                       | Kentucky               | Troy Merritt                  | 24     |
| 19 au 22 juillet          | The Open Championship                        | Écosse                 | Francesco Molinari            | 100    |
| 26 au 29 juillet          | Canadian Open                                | Ontario                | Dustin Johnson                | 24     |
| 2 au 5 août               | Barracuda Championship                       | Nevada                 | Andrew Putnam                 | 24     |
| 2 au 5 août               | WGC-Bridgestone Invitational                 | Ohio                   | Justin Thomas                 | 74     |
| 9 au 12 août              | Championnat de la PGA                        | Wisconsin              | Brooks Koepka                 | 100    |
| 16 au 19 août             | Wyndham Championship                         | Caroline du Nord       | Brandt Snedeker               | 34     |
| 23 au 26 août             | The Northern Trust                           | New York               | Bryson DeChambeau             | 76     |
| 31 août au 3 septembre    | Dell Technologies Championship               | Massachusetts          | Bryson DeChambeau             | 76     |
| 6 au 9 septembre          | Championnat BMW                              | Illinois               | Keegan Bradley                | 72     |
| 20 au 23 septembre        | The Tour Championship                        | Géorgie                | Tiger Woods                   | 62     |
| 28 au 30 septembre        | Ryder Cup                                    | France                 |                               |        |